# آناتول شوفار
آناتول ماری امیل شوفار (فرانسوی: Anatole Marie Émile Chauffard‎؛ ‏ تلفظ فرانسوی: [anatɔl maʁi emil ʃofaʁ]؛ ‏ ۲۲ اوت ۱۸۵۵ – ۱ نوامبر ۱۹۳۲) پزشک متخصص بیماری‌های داخلی اهل فرانسه بود.
وی دکترای پزشکی خود را در سال ۱۸۸۲ گرفت و با عنوان «پزشک مقیم بیمارستان» کار خود را آغاز کرد. او در سال ۱۹۰۷ استاد رشتهٔ پزشکی داخلی در پاریس شد. شهرت او بیشتر به‌واسطهٔ پژوهش‌هایش دربارهٔ پاتوفیزیولوژی اسفروسیتوز ارثی و بیماری‌های کبد است.
وی همچنین برندهٔ جوایزی چون نشان فرماندهٔ لژیون دونور شده است.
موارد زیر در علم پزشکی به نام او ثبت شده است:
- بیماری مینکوفسکی-شوفار: نوعی کم‌خونی همولیتیک که با اسفروسیتوز و بزرگی بزرگ‌طحالی همراه است.
- سندرم تروازیه-آنو-شوفار: دیابتی که در اثر تجمع بیش از حدِ آهن در کبد ایجاد می‌شود و به آن «دیابت برنزی» می‌گویند.